# Völklingen
Völklingen je grad u njemačkoj pokrajini Saarland, oblast Saarbrücken, na samoj granici s Francuskom, na rijeci Saar, oko 10 km zapadno od Saarbrückena. 
Grad je najpoznatiji po svojoj industrijskoj prošlosti i željezari (Völklinger Hütte). 

## Povijest
Grad se prvi put spominje u jednom memorandumu iz 822. god. kao Fulcolingas. Tijekom Tridesetogodišnjeg rata gradu je izgubio oko 84% svojih stanovnika. Od 1679. do 1697. god. okupirao ga je francuski kralj Luj XIV. i pripojio županiji Saarbrücken. Nakon toga, ponovo dominira grof Saarbrückena. Nakon mira u Campoformidu (1797.), poput ostalih njemačkih područja zapadno od Rajne, pripada Francuskoj. Nakon Napoleonova poraza kod Waterlooa u 1815. god. Völklingen postaje dio Pruske. 
U blizini postojećih ležišta željeza i ugljika, u 19. st. dolazi do rane industrijalizacije. 
Godine 1918., grad su ponovno okupirale francuske trupe. Na referendumu, 13. siječnja 1935., 89,8% stanovnika je glasalo za pripajanje njemačkoj pokrajini Saarland. Tijekom Drugog svjetskog rata okupirali su ga Saveznici 1945. god. što je ponovno dovelo do francuske uprave. God. 1955., stanovnici ponovno glasaju za pripojenje Njemačkoj. U rudarskoj nesreći 1962. god. poginulo je 299 radnika.
U srpnju 1986. god. zatvorena je Željezara Völklingen, koja je 1995. god. upisana kao UNESCO-ova svjetska baština.
U novije vrijeme, postoje zajedljivi komentari kako grad još uvijek ima Adolfa Hitlera i ratnog zločinca Hermanna Röchlinga kao počasne građane. To je zbog toga što ekstremno desna stranka NPD redovito ima veliki izborni uspjeh u gradu.

## Željezara u Völklingeru
Željezara u Völklingeru je središnje mjesto europskog industrijske baštine i kao takvo je upisana na UNESCOv popis mjesta svjetske baštine u Europi 1994. god.
Njena povijest seže u 1873. god. kada je Julius Buch započeo graditi kompleks za proizvodnju čelika u blizini Vöklingena, na obali rijeke Saar. Kako ovi planovi nisu dovršeni, 1881. god., Carl Röchling započinje novi kompleks i dvije godine kasnije započela je raditi prva talionica. God. 1986., željezara je zatvorena.
Željezara je dans muzej, a Ferrodrome je interaktivni znanstveni centar koji je posvećen proizvodnji željeza. Posjetiteljima je dozvoljen obilazak postrojenja, a u velikim tvorničkim dvoranama postavljaju se i privremene izložbe s raznom tematikom, pa čak i glazbeni koncerti.

## Vanjske poveznice
- Željezara u Völklingeru  Arhivirana inačica izvorne stranice od 6. lipnja 2011. (Wayback Machine)
- UNESCOva stranica o Željezari u Völklingeru